# 김채윤 (배우)
김채윤(1992년 2월 26일 ~ )은 대한민국의 배우이다.

## 학력
- 세종대학교 영화예술학과 학사

## 출연

### 방송

#### 드라마
- 2023년 JTBC 《킹더랜드》  - 두리 역

#### 예능
- 2016년 SBS 《슈퍼모델 선발대회》

### 공연
- 2021년 GS칼텍스 예술마루 대극장 《완벽한 타인》 - 소피아 역
- 2021년 세종문화회관 《완벽한 타인》 - 소피아 역

## 수상
- 2024년 한국여성연극협회 올빛상 신인연기상
- 2016년 SBS 《슈퍼모델 선발대회》 - 제이준상(특별상)